# NGC 2336
NGC 2336 (другие обозначения — UGC 3809, IRAS07184+8016, MCG 13-6-6, ZWG 349.4, ZWG 348.34, KCPG 132A, PGC 21033) — галактика в созвездии Жираф.
Этот объект входит в число перечисленных в оригинальной редакции «Нового общего каталога».
В галактике вспыхнула сверхновая SN 1987L типа II, её пиковая видимая звездная величина составила 14,2.